# Stilleven met appels
Stilleven met appels (Frans: Nature morte avec pommes) is een schilderij van de Franse impressionistische kunstschilder Paul Cézanne, voltooid in 1894, olieverf op doek, 65,8 × 81,5 centimeter groot. Het werk bevindt zich thans in een privécollectie.

## Context
Cézanne zag het stilleven als een volwaardig genre, waar het in de loop van de negentiende eeuw door veel academisch opgeleide kunstschilders vooral als oefenmateriaal werd gezien. Hij vond er een eigen beeldtaal in, die paste bij zijn trage manier van schilderen en waarmee hij zijn temperamentvolle karakter wist te temperen. Ook was hij extreem verlegen en voelde hij altijd weerstand bij het portretteren van professionele modellen, waardoor hij liever koos voor levenloze objecten. De bijna obsessieve herhaling van een aantal thema's lijkt bijna therapeutisch voor hem te hebben gewerkt. Urenlang was hij ook bezig met de voorwerpen te schikken alvorens hij begon met schilderen. Hij zocht voortdurend naar compositorisch evenwicht, mede door een afgewogen afwisseling van vormen, texturen en kleuren. Altijd gaat het om een totaalcompositie.
Tegen zijn vriend Joachim Gasquet zei hij ooit: "Ik voel dat ik met een stilleven iets kan benaderen wat me met portretten nooit zal lukken. Er zitten maanden werk in, van huilen en lachen. Er wordt wel gezegd dat een suikerpot geen uitdrukking heeft, geen ziel, maar dat klopt niet. Ze verandert elke dag. Die glazen, die borden, ze praten met elkaar, ze wisselen voortdurend vertrouwelijkheden uit". Kunsthistoricus en Cézanne-kenner Meyer Shapiro beweerde over Cézannes voorkeur voor vruchten en met name appels, dat deze gezien kunnen worden "als een onbewust symbool van onderdrukt verlangen, een middel om controle over zichzelf te krijgen". Virginia Woolf schreef: "Wat kunnen appels wel niet zijn? De verf waarin ze geschilderd zijn roept woorden op waarvan we niet wisten dat ze bestonden, suggereert vormen waar we eerst niets zagen dan leegte".

## Afbeelding
Stilleven met appels is exemplarisch voor Cézannes stillevens vanaf de late jaren 1880. Hij zoekt nadrukkelijk naar de optimale hoek om verschillende voorwerpen vanuit meerdere perspectieven in één schilderij te kunnen weergeven. Daarmee anticipeerde hij in zekere zin al op het kubisme. Soms lijken zijn objecten zelfs te zweven in de lucht.

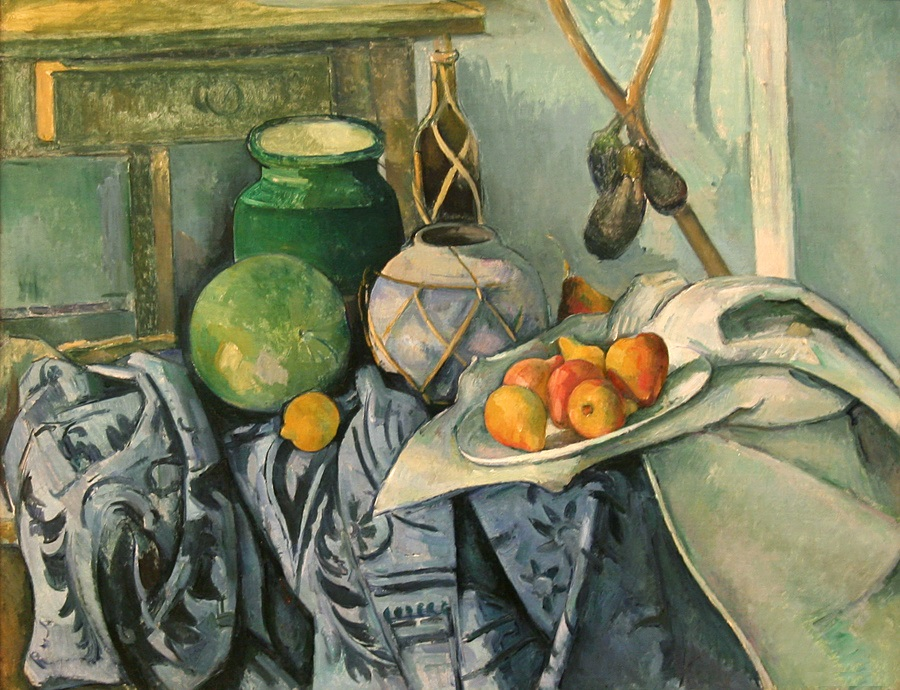
Ander stilleven met deels dezelfde attributen

De meeste voorwerpen op dit doek komen ook voor op andere stillevens van Cézanne uit die periode: de groene geglazuurde kan, de fles rum en de gemberpot met het rieten foedraal, de suikerpot van majolica, de schaal met appels, het witte kleed en het blauwe bedrukte gordijn dat hier fungeert als tafelkleed. Met name het gordijn is zodanig geschikt dat er hele reeks perspectivisch verschillende combinaties ontstaan. Cézanne hield van tweedimensionaal bedrukte stoffen, waaraan via zorgvuldig schikken als het ware een derde dimensie toevoegde, met voortdurend veranderende motieven.
De compositie van Stilleven met appels is in een bepaalde zin piramidaal, waarbij voorwerpen van verschillende grootte van rechts naar links op elkaar worden gestapeld. Keramiek, stoffen en vruchten worden afgewisseld om de verschillende texturen te benadrukken. Kleuren zijn afgewogen gearrangeerd.
De schrijver Rainer Maria Rilke zag het doek in 1907 op een expositie van het Frans impressionisme in Praag en schreef aan zijn vrouw: "Tussen het burgerlijk katoenblauw en de muur die bedekt is met een blauwe waas, strijdt een fraaie grote, grijs geverniste gemberpot om voorrang met een grote fles van donker glas en uiterst links een aardewerken kan waarvan het bovengedeelte voor twee derde groen geglaceerd is. Aan de rechterkant, op een porseleinen bord dat her blauw van het onderliggende kleed weerspiegelt, liggen de appels, waarvan er een over de rand is gerold. Het rood van de appels, dat verglijdt naar het blauw, weerspiegelt een handeling die net zo dwingend voort lijkt te komen de kleurendynamiek van het doek, als de vereniging van twee naakten die het gevolg is van hun plastische affiniteit".